# Лягушка-колокольчик
Лягушка-колокольчик (лат. Spinomantis aglavei) — вид бесхвостых земноводных из рода мадагаскарские лягушки семейства мантеллы. Эндемик острова Мадагаскар.

## Распространение и места обитания
Обитают на востоке Мадагаскара.
Встречается до высоты 1500 м над уровнем моря в субтропических или тропических влажных равнинных лесах, субтропических или тропических влажных горных лесах, реках и болотах.

## Размножение
Откладывают икру на листья над водой, куда затем падают головастики.

## Лягушка-колокольчик и человек
Леса, где обитает этот вид, уничтожаются из-за расширения сельхозугодий, лесозаготовок, производства древесного угля, распространения инвазивного эвкалипта, выпаса скота и расширения населенных пунктов.